# Ministerio de Cultura (España)
El Ministerio de Cultura de España es el departamento de la Administración General del Estado responsable de la propuesta y ejecución de la política del Gobierno de la Nación en materia de promoción, protección y difusión del patrimonio histórico español, de los museos y archivos estatales y de las artes, del libro, la lectura y la creación literaria, de las actividades cinematográficas y audiovisuales y de los libros y bibliotecas estatales, así como la promoción y difusión de la cultura española, el impulso de las acciones de cooperación cultural y, en coordinación con el Ministerio de Asuntos Exteriores, Unión Europea y Cooperación, de las relaciones internacionales en materia de cultura.
Creado en 1977, hasta 1984 tuvo su sede en el número 109 del Paseo de la Castellana, antigua sede del Ministerio de Información y Turismo. En 1984 se trasladó a la Casa de las Siete Chimeneas, ubicada en el número 1 de la plaza del Rey, en Madrid. Desde entonces, los servicios gubernamentales relativos a la cultura, hayan tenido Ministerio propio o adscritos a otro, han tenido su sede allí.
En la actualidad, las diferentes administraciones públicas españolas destinan más de 7000 millones de euros anuales a asuntos culturales, según el Anuario de Estadísticas Culturales de 2024, elaborado por el Ministerio de Cultura, en línea con las estimaciones de Eurostat, que sitúa este gasto en torno a los 7500 millones. Cifras similares se estiman para el gasto público en deporte, con unos 7000 millones. Si se añade el gasto en publicaciones, medios de comunicación y asuntos religiosos, el gasto público de España en esta área superaría los 18 700 millones de euros al año.

## Historia
Debido al gran patrimonio cultural que el país posee, en diversos momentos de la historia reciente de España algunos de sus gobernantes han llegado a la conclusión de que era necesario la existencia de un Ministerio de Cultura que agrupe y unifique todas las competencias culturales del Gobierno de España.
El primero en hacerlo fue Adolfo Suárez, que fundó el Ministerio de Cultura y Bienestar. En esta primera etapa, en la que finalmente se denominó simplemente Ministerio de Cultura, asumió tanto competencias culturales y deportivas como de servicios sociales, familia y juventud.
Esta autonomía se mantuvo hasta 1996, cuando José María Aznar reintegró las funciones culturales en el Ministerio de Educación y se mantuvo así hasta 2004, cuando José Luis Rodríguez Zapatero le devolvió su autonomía. Con Rodríguez Zapatero, el departamento tuvo exclusivamente competencias culturales, reteniendo el Ministerio de Educación las competencias deportivas.
Casi ocho años después, en diciembre de 2011, el nuevo presidente del Gobierno, Mariano Rajoy, lo volvió a fusionar con el Ministerio de Educación, siendo la Secretaría de Estado de Cultura la responsable de sus competencias hasta 2018.
En este año, con la llegada del socialista Pedro Sánchez a la presidencia, el ministerio recuperó su autonomía pues era intención del presidente dar un mayor protagonismo a este ministerio, que había quedado en un segundo plano desde su fusión con educación. En esta etapa se denominó «Ministerio de Cultura y Deporte».
En 2023, el departamento perdió las competencias en deporte, que se traspasaron al Ministerio de Educación.

## Estructura

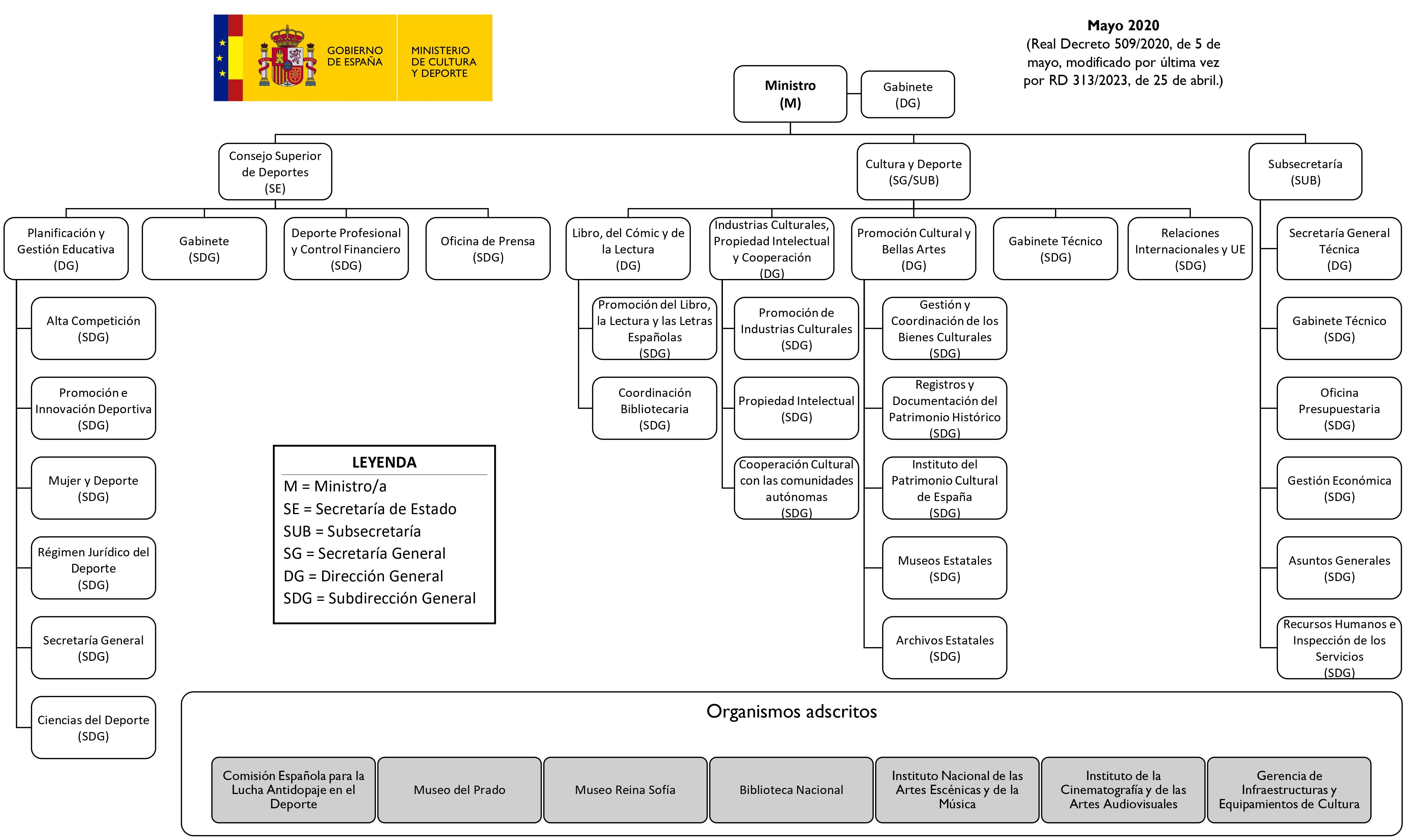
Organigrama del Ministerio de Cultura y Deporte.

El Ministerio de Cultura se estructura a través de los siguientes órganos directivos (en negrita los directamente dependientes del ministro):
- La Secretaría de Estado de Cultura.
  - La Dirección General del Libro, del Cómic y de la Lectura.
    - La Subdirección General de Promoción del Libro, la Lectura y las Letras Españolas.
    - La Subdirección General de Coordinación Bibliotecaria.

  - La Dirección General de Derechos Culturales.
    - La Subdirección General de Promoción y Acceso a la Cultura.
    - La Subdirección General de Cooperación Cultural con las Comunidades Autónomas.
    - La Subdirección General de Propiedad Intelectual.

  - La Dirección General de Patrimonio Cultural y Bellas Artes.
    - La Subdirección General de Gestión y Coordinación de los Bienes Culturales.
    - La Subdirección General de Registros y Documentación del Patrimonio Histórico.
    - La Subdirección General del Instituto del Patrimonio Cultural de España.
    - La Subdirección General de Museos Estatales.
    - La Subdirección General de Archivos Estatales.
    - La Subdirección General de Artes Visuales y Creación Contemporánea.

  - El Gabinete Técnico, con nivel orgánico de subdirección general.
- La Subsecretaría de Cultura.
  - La Secretaría General Técnica.
    - La Vicesecretaría General Técnica.
    - La Subdirección General de Atención al Ciudadano, Documentación y Publicaciones.
    - La Subdirección General del Protectorado de Fundaciones.

  - El Gabinete Técnico.
  - La Subdirección General de la Oficina Presupuestaria.
  - La Subdirección General de Gestión Económica.
  - La Subdirección General de Asuntos Generales.
  - La Subdirección General de Recursos Humanos e Inspección de los Servicios.
  - El Centro de Coordinación de Industrias Culturales.

- La Subdirección General de Relaciones Internacionales y Unión Europea.

Como órgano de apoyo político y técnico al ministro existe un Gabinete, con nivel orgánico de Dirección General.

### Adscripciones
Se adscriben al Ministerio de Cultura estos organismos:
- El Museo Nacional del Prado
- El Museo Nacional Centro de Arte Reina Sofía
- La Biblioteca Nacional de España
- El Instituto Nacional de las Artes Escénicas y de la Música
- El Instituto de la Cinematografía y de las Artes Audiovisuales
- La Gerencia de Infraestructuras y Equipamientos de Cultura.

## Sede
La sede del Ministerio de Cultura se encuentra en el número 1 de la Plaza del Rey, en Madrid. Este edificio, cuyos orígenes se remontan al siglo xvi y que tradicionalmente se le ha llamado la Casa de las Siete Chimeneas, lo ocupa desde que, a principios de los años 1980, el Estado se lo comprara al Banco Urquijo. Como cuenta la crónica de la época, los primeros en instalarse fueron los trabajadores de la Dirección General de Cinematografía, mientras que los últimos fueron los funcionarios del despacho del ministro y de la Subsecretaría. A partir de entonces, los servicios gubernamentales relativos a la cultura, ya fuere a través de un Ministerio propio o de la Secretaría de Estado de Cultura, han tenido su sede allí.

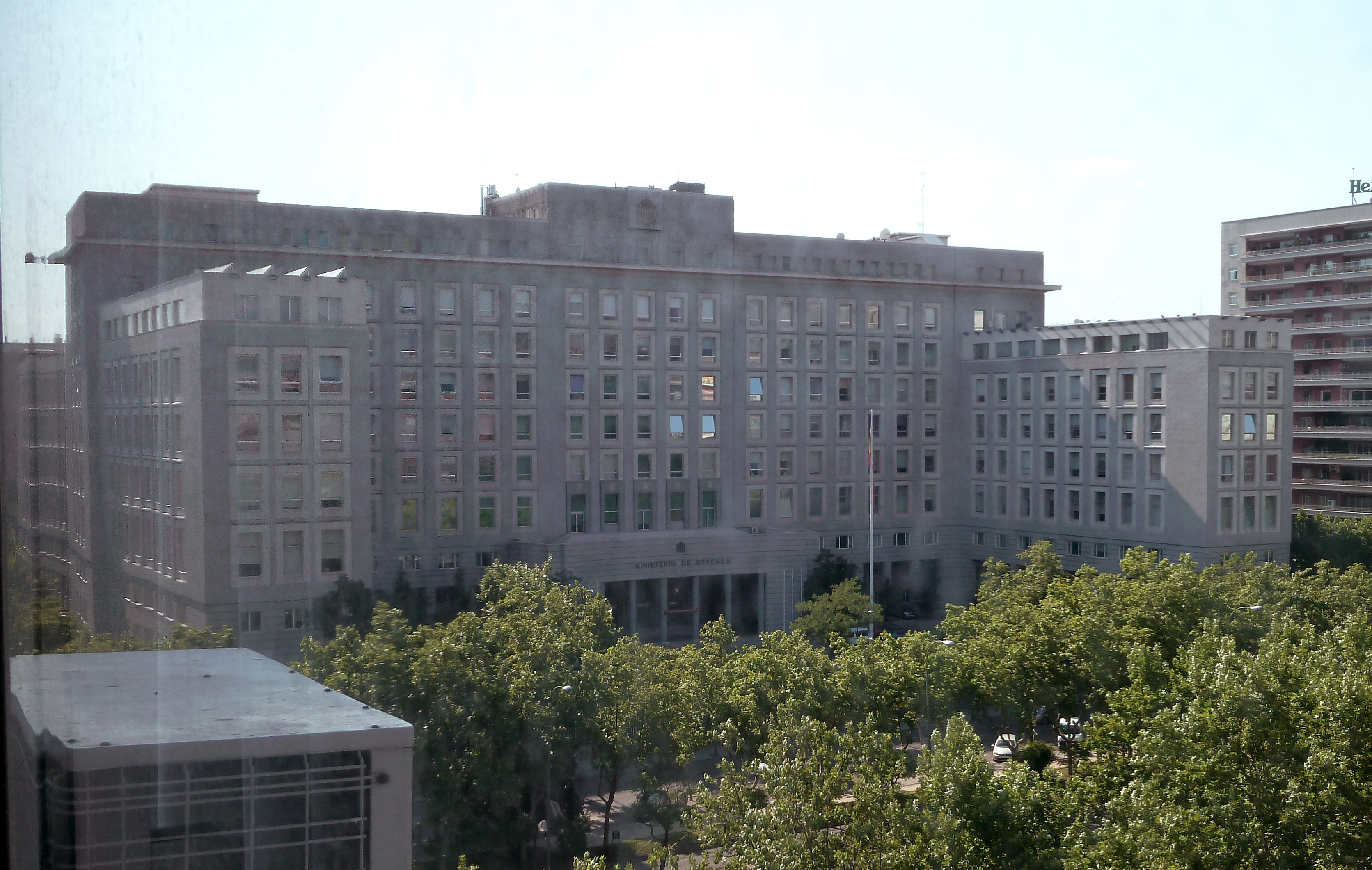
Sede del Ministerio de Defensa. Este edificio fue la primera sede del departamento y antes lo fue del Ministerio de Información y Turismo.

Adicionalmente, los museos, institutos y bibliotecas nacionales, así como el resto de agencias gubernamentales adscritas al Ministerio, poseen sedes independientes.

### Históricas
La Casa de las Siete Chimeneas, sin embargo, no fue el primer inmueble que albergó la sede central del Ministerio. Tras la constitución de este en 1977, el Gobierno le asignó el edificio sito en el número 109 del Paseo de la Castellana, un gran edificio que había sido la sede del Ministerio de Información y Turismo. Tras la mudanza a la Plaza del Rey, este edificio pasó a ser la sede del Ministerio de Defensa.

## Premios
El Ministerio otorga, a través de la Subdirección General de Promoción del Libro, la Lectura y las Letras Españolas de la Dirección General del Libro, del Cómic y de la Lectura, una serie de premios con el objetivo de «estimular la creación literaria mediante el reconocimiento público de la labor de los autores cuyas obras han destacado especialmente a juicio de un jurado de expertos en cada modalidad. Igualmente se reconoce la labor en pro de la difusión de la cultura de determinadas entidades y profesionales».

### Premio Cervantes

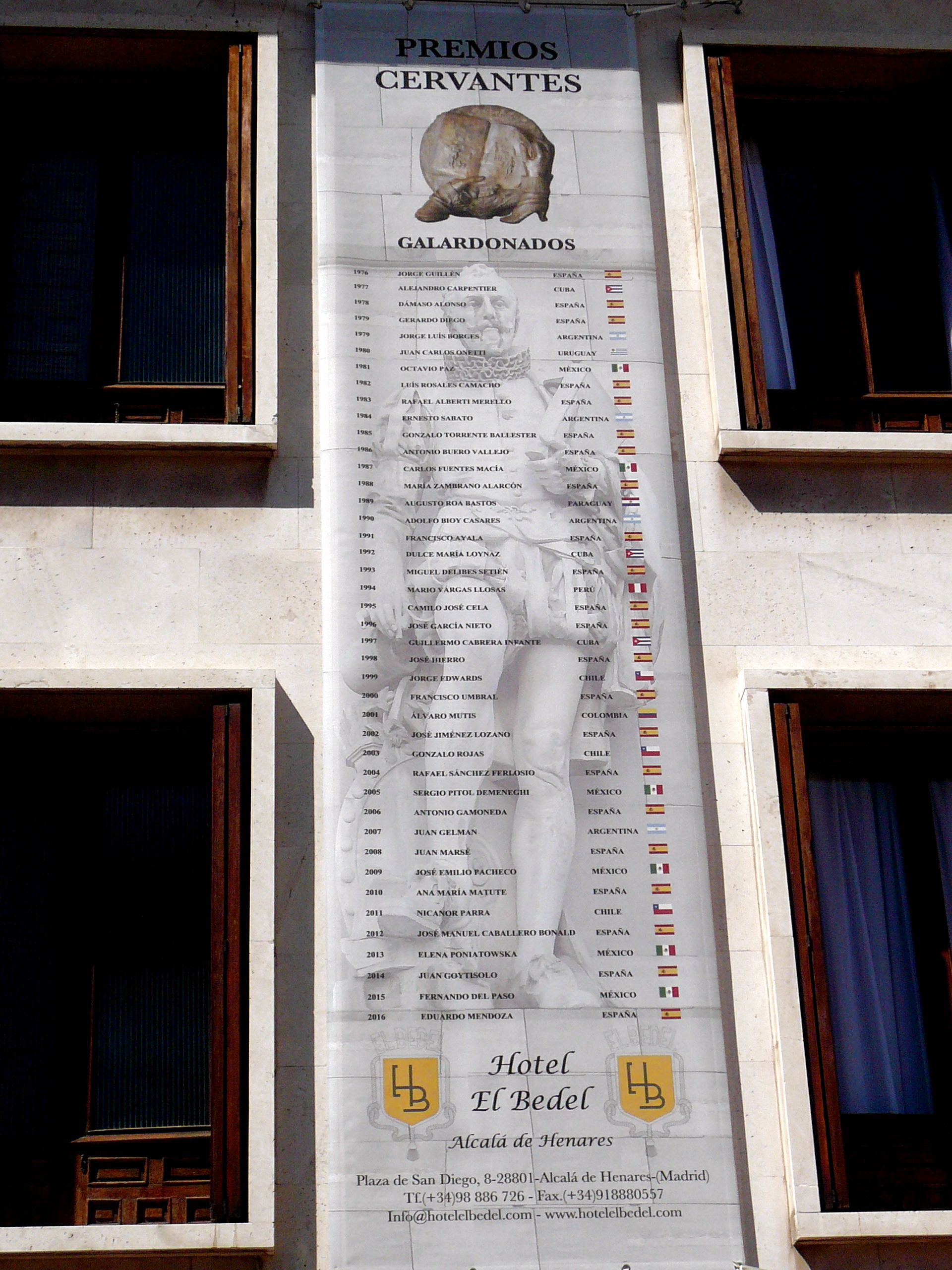
Cartel publicitario en el que se pueden apreciar los ganadores del Premio Cervantes entre 1976 y 2016.

El Premio de Literatura en Lengua Castellana Miguel de Cervantes, considerado en muchas ocasiones como el Nobel de la literatura española, es el máximo reconocimiento a la labor creadora de escritores en lengua española cuya obra haya contribuido a enriquecer de forma notable el patrimonio literario hispánico.

### Premios Nacionales
El Gobierno de España entrega en periodos anuales o bianuales una serie de premios, llamados Premios Nacionales. En lo que compete al Ministerio de Cultura, actualmente concede los siguientes premios nacionales, entre otros:
| - Premio Nacional de las Letras Españolas - Premios Nacionales de Literatura - Premio Nacional de Ensayo - Premio Nacional de Literatura dramática - Premio Nacional de Literatura infantil y juvenil - Premio Nacional de Narrativa - Premio Nacional de Poesía - Premio Nacional de Poesía Joven “Miguel Hernández” - Premio Nacional de Historia de España - Premio Nacional a la Mejor Traducción - Premio Nacional a la Obra de un Traductor | - Premio Nacional del Cómic - Premio Nacional de Ilustración - Premio Nacional de Periodismo Cultural - Premio Nacional de Fomento de la Lectura - Premio Nacional a la Mejor Labor Editorial Cultural - Premio Nacional de Cinematografía - Premio Nacional de Fotografía - Premio Nacional de Diseño de Moda - Premio Nacional de Tauromaquia - Premio Nacional de Teatro Calderón de la Barca |

### Otros premios
Además, el Ministerio también otorga:
- El Premio a las mejores encuadernaciones artísticas
- El Premio a los libros mejor editados
- El Premio "Quevedos"

## Titulares

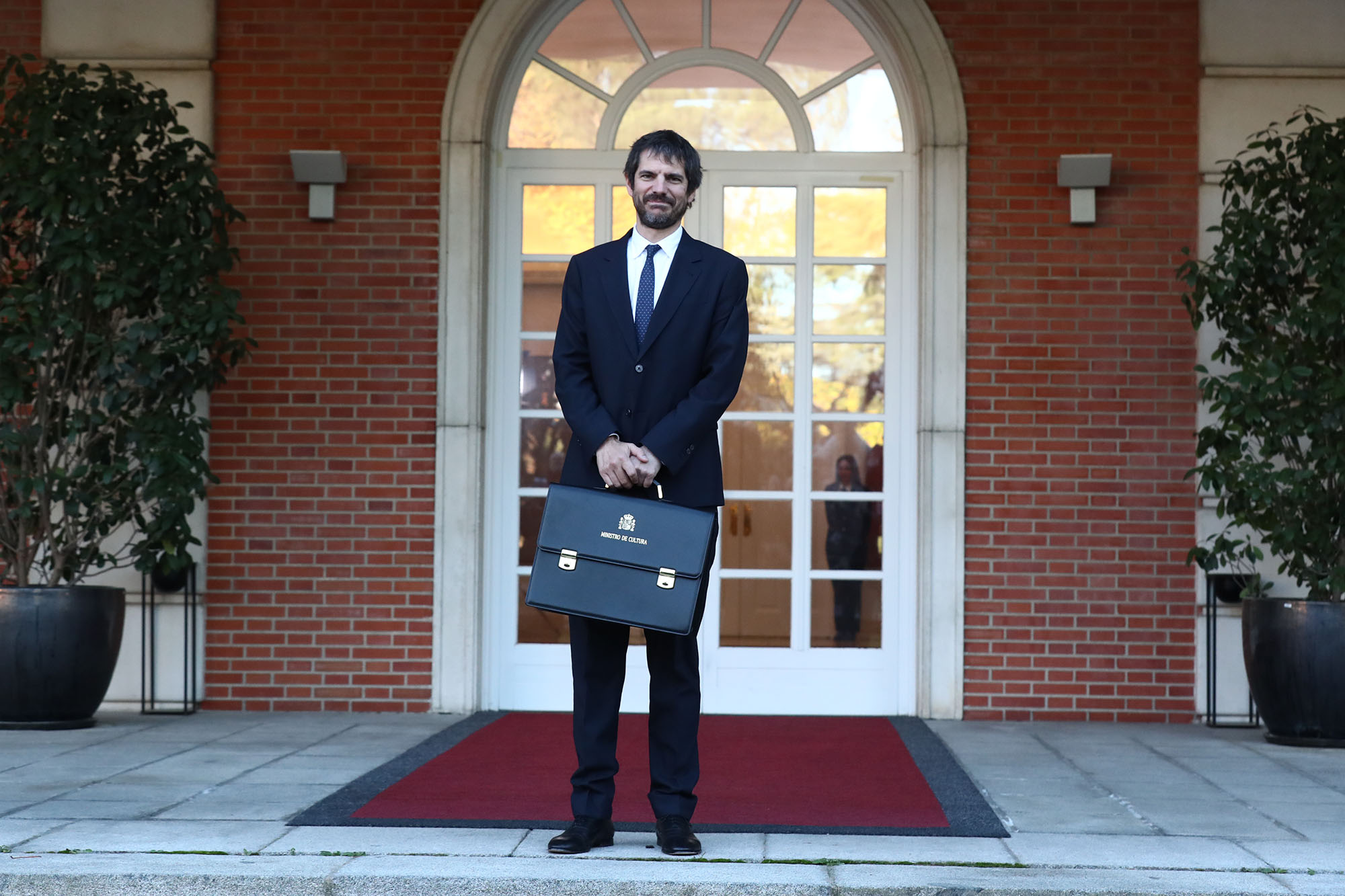
El ministro de Cultura, Ernest Urtasun.

Como se ha explicado anteriormente, el empleo de ministro de Cultura es un alto cargo del Gobierno de España que, en la actualidad, ejerce sus facultades sobre el ámbito de la cultura.
Ha existido en tres ocasiones diferentes desde que fue creado por primera vez en 1977, a saber: entre 1977 y 1996, brevemente como ministro de Cultura y Bienestar y posteriormente como ministro de Cultura; entre 2004 y 2011 como ministro de Cultura, y desde 2018 como ministro de Cultura y Deporte (2018-2023) y como Ministro de Cultura (2023-presente).
En estas etapas ha habido 17 ministros. De estos, la persona que más tiempo estuvo al frente de la cartera fue Javier Solana durante 5 años y 222 días entre 1982 y 1988, mientras que Máximo Huerta fue el que menos, con 7 días en el cargo en junio de 2018. El actual ministro de Cultura es Ernest Urtasun desde el 21 de noviembre de 2023.

### Lista de ministros
| Imagen                                                                   | Nombre (nac.-fall.)                                                      | Mandato                                                                  | Mandato                                                                  | Mandato                                                                  | Partido                                                                  | Partido                                                                  | Presidente del Gobierno (Mandato)                                        | Presidente del Gobierno (Mandato)                                        | Monarca                   | Ref.                 |
| Imagen                                                                   | Nombre (nac.-fall.)                                                      | Nombramiento                                                             | Cese                                                                     | Duración                                                                 | Partido                                                                  | Partido                                                                  | Presidente del Gobierno (Mandato)                                        | Presidente del Gobierno (Mandato)                                        | Monarca                   | Ref.                 |
| ------------------------------------------------------------------------ | ------------------------------------------------------------------------ | ------------------------------------------------------------------------ | ------------------------------------------------------------------------ | ------------------------------------------------------------------------ | ------------------------------------------------------------------------ | ------------------------------------------------------------------------ | ------------------------------------------------------------------------ | ------------------------------------------------------------------------ | ------------------------- | -------------------- |
| Ministro de Cultura y Bienestar (1977) / Ministro de Cultura (1977-1996) | Ministro de Cultura y Bienestar (1977) / Ministro de Cultura (1977-1996) | Ministro de Cultura y Bienestar (1977) / Ministro de Cultura (1977-1996) | Ministro de Cultura y Bienestar (1977) / Ministro de Cultura (1977-1996) | Ministro de Cultura y Bienestar (1977) / Ministro de Cultura (1977-1996) | Ministro de Cultura y Bienestar (1977) / Ministro de Cultura (1977-1996) | Ministro de Cultura y Bienestar (1977) / Ministro de Cultura (1977-1996) | Ministro de Cultura y Bienestar (1977) / Ministro de Cultura (1977-1996) | Ministro de Cultura y Bienestar (1977) / Ministro de Cultura (1977-1996) | Juan Carlos I (1975-2014) |                      |
|                                                                          | Pío Cabanillas (1923-1991)                                               | 5 de julio de 1977                                                       | 1 de septiembre de 1977                                                  | 1 año y 275 días                                                         |                                                                          | PP                                                                       |                                                                          | Adolfo Suárez (1976-1981)                                                | Juan Carlos I (1975-2014) | [ 19 ] [ 20 ] [ 21 ] |
| 1 de septiembre de 1977                                                  | Pío Cabanillas (1923-1991)                                               | 6 de abril de 1979                                                       |                                                                          | 1 año y 275 días                                                         |                                                                          | PP                                                                       |                                                                          | Adolfo Suárez (1976-1981)                                                | Juan Carlos I (1975-2014) | [ 19 ] [ 20 ] [ 21 ] |
| 1 de septiembre de 1977                                                  | Pío Cabanillas (1923-1991)                                               | 6 de abril de 1979                                                       | UCD                                                                      | 1 año y 275 días                                                         |                                                                          |                                                                          |                                                                          | Adolfo Suárez (1976-1981)                                                | Juan Carlos I (1975-2014) | [ 19 ] [ 20 ] [ 21 ] |
|                                                                          | Manuel Clavero Arévalo (1926-2021)                                       | 6 de abril de 1979                                                       | 17 de enero de 1980                                                      | 286 días                                                                 |                                                                          | UCD                                                                      | [ 22 ] [ 23 ]                                                            | Adolfo Suárez (1976-1981)                                                | Juan Carlos I (1975-2014) |                      |
|                                                                          | Ricardo de la Cierva (1926-2015)                                         | 18 de enero de 1980                                                      | 9 de septiembre de 1980                                                  | 235 días                                                                 |                                                                          | UCD                                                                      | [ 24 ] [ 25 ]                                                            | Adolfo Suárez (1976-1981)                                                | Juan Carlos I (1975-2014) |                      |
|                                                                          | Íñigo Cavero (1929-2002)                                                 | 9 de septiembre de 1980                                                  | 27 de febrero de 1981                                                    | 1 año y 84 días                                                          |                                                                          | UCD                                                                      | [ 26 ] [ 27 ] [ 28 ]                                                     | Adolfo Suárez (1976-1981)                                                | Juan Carlos I (1975-2014) |                      |
| 27 de febrero de 1981                                                    | Íñigo Cavero (1929-2002)                                                 | 2 de diciembre de 1981                                                   |                                                                          | 1 año y 84 días                                                          | Leopoldo Calvo-Sotelo (1981-1982)                                        | UCD                                                                      | [ 26 ] [ 27 ] [ 28 ]                                                     |                                                                          | Juan Carlos I (1975-2014) |                      |
|                                                                          | Soledad Becerril (1944-)                                                 | 2 de diciembre de 1981                                                   | 3 de diciembre de 1982                                                   | 1 año y 1 día                                                            | Leopoldo Calvo-Sotelo (1981-1982)                                        |                                                                          | UCD                                                                      | [ 29 ] [ 30 ]                                                            | Juan Carlos I (1975-2014) |                      |
|                                                                          | Javier Solana (1942-)                                                    | 3 de diciembre de 1982                                                   | 26 de julio de 1986                                                      | 5 años y 222 días                                                        |                                                                          | PSOE                                                                     |                                                                          | Felipe González (1982-1996)                                              | Juan Carlos I (1975-2014) | [ 31 ] [ 32 ] [ 33 ] |
| 26 de julio de 1986                                                      | Javier Solana (1942-)                                                    | 12 de julio de 1988                                                      |                                                                          | 5 años y 222 días                                                        |                                                                          | PSOE                                                                     |                                                                          | Felipe González (1982-1996)                                              | Juan Carlos I (1975-2014) | [ 31 ] [ 32 ] [ 33 ] |
|                                                                          | Jorge Semprún (1923-2011)                                                | 12 de julio de 1988                                                      | 7 de diciembre de 1989                                                   | 2 años y 244 días                                                        |                                                                          | Independiente                                                            | [ 34 ] [ 35 ]                                                            | Felipe González (1982-1996)                                              | Juan Carlos I (1975-2014) |                      |
| 7 de diciembre de 1989                                                   | Jorge Semprún (1923-2011)                                                | 13 de marzo de 1991                                                      |                                                                          | 2 años y 244 días                                                        |                                                                          | Independiente                                                            | [ 34 ] [ 35 ]                                                            | Felipe González (1982-1996)                                              | Juan Carlos I (1975-2014) |                      |
|                                                                          | Jordi Solé Tura (1930-2009)                                              | 13 de marzo de 1991                                                      | 14 de julio de 1993                                                      | 2 años y 123 días                                                        |                                                                          | PSC-PSOE                                                                 | [ 36 ] [ 37 ]                                                            | Felipe González (1982-1996)                                              | Juan Carlos I (1975-2014) |                      |
|                                                                          | Carmen Alborch (1947-2018)                                               | 14 de julio de 1993                                                      | 6 de mayo de 1996                                                        | 2 años y 297 días                                                        |                                                                          | Independiente                                                            | [ 38 ] [ 39 ]                                                            | Felipe González (1982-1996)                                              | Juan Carlos I (1975-2014) |                      |
| Cargo suprimido durante este intervalo.                                  |                                                                          |                                                                          |                                                                          |                                                                          |                                                                          |                                                                          |                                                                          |                                                                          | Juan Carlos I (1975-2014) |                      |
| Ministro de Cultura                                                      |                                                                          |                                                                          |                                                                          |                                                                          |                                                                          |                                                                          |                                                                          |                                                                          | Juan Carlos I (1975-2014) |                      |
|                                                                          | Carmen Calvo (1957-)                                                     | 18 de abril de 2004                                                      | 9 de julio de 2007                                                       | 3 años y 82 días                                                         |                                                                          | PSOE                                                                     |                                                                          | José Luis Rodríguez Zapatero (2004-2011)                                 | Juan Carlos I (1975-2014) | [ 41 ] [ 42 ]        |
|                                                                          | César Antonio Molina (1952-)                                             | 9 de julio de 2007                                                       | 14 de abril de 2008                                                      | 1 año y 272 días                                                         |                                                                          | Independiente                                                            | [ 43 ] [ 44 ] [ 45 ]                                                     | José Luis Rodríguez Zapatero (2004-2011)                                 | Juan Carlos I (1975-2014) |                      |
| 14 de abril de 2008                                                      | César Antonio Molina (1952-)                                             | 7 de abril de 2009                                                       |                                                                          | 1 año y 272 días                                                         |                                                                          | Independiente                                                            | [ 43 ] [ 44 ] [ 45 ]                                                     | José Luis Rodríguez Zapatero (2004-2011)                                 | Juan Carlos I (1975-2014) |                      |
|                                                                          | Ángeles González-Sinde (1965-)                                           | 7 de abril de 2009                                                       | 22 de diciembre de 2011                                                  | 2 años y 259 días                                                        |                                                                          | Independiente                                                            | [ 46 ] [ 47 ]                                                            | José Luis Rodríguez Zapatero (2004-2011)                                 | Juan Carlos I (1975-2014) |                      |
| Cargo suprimido durante este intervalo.                                  | Cargo suprimido durante este intervalo.                                  | Cargo suprimido durante este intervalo.                                  | Cargo suprimido durante este intervalo.                                  | Cargo suprimido durante este intervalo.                                  | Cargo suprimido durante este intervalo.                                  | Cargo suprimido durante este intervalo.                                  | Cargo suprimido durante este intervalo.                                  | Cargo suprimido durante este intervalo.                                  | Felipe VI (2014-presente) |                      |
| Ministro de Cultura y Deporte                                            |                                                                          |                                                                          |                                                                          |                                                                          |                                                                          |                                                                          |                                                                          |                                                                          | Felipe VI (2014-presente) |                      |
|                                                                          | Máximo Huerta (1971-)                                                    | 7 de junio de 2018                                                       | 14 de junio de 2018                                                      | 7 días                                                                   |                                                                          | Independiente                                                            |                                                                          | Pedro Sánchez (2018-presente)                                            | Felipe VI (2014-presente) | [ 49 ] [ 50 ]        |
|                                                                          | José Guirao (1959-2022)                                                  | 14 de junio de 2018                                                      | 13 de enero de 2020                                                      | 1 año y 213 días                                                         |                                                                          | Independiente                                                            | [ 51 ] [ 52 ]                                                            | Pedro Sánchez (2018-presente)                                            | Felipe VI (2014-presente) |                      |
|                                                                          | José Manuel Rodríguez Uribes (1968-)                                     | 13 de enero de 2020                                                      | 12 de julio de 2021                                                      | 1 año y 180 días                                                         |                                                                          | PSOE                                                                     | [ 53 ] [ 54 ]                                                            | Pedro Sánchez (2018-presente)                                            | Felipe VI (2014-presente) |                      |
|                                                                          | Miquel Iceta (1960-)                                                     | 12 de julio de 2021                                                      | 21 de noviembre de 2023                                                  | 2 años y 132 días                                                        |                                                                          | PSC-PSOE                                                                 | [ 55 ] [ 56 ]                                                            | Pedro Sánchez (2018-presente)                                            | Felipe VI (2014-presente) |                      |
| Ministro de Cultura                                                      |                                                                          |                                                                          |                                                                          |                                                                          |                                                                          |                                                                          |                                                                          | Pedro Sánchez (2018-presente)                                            | Felipe VI (2014-presente) |                      |
|                                                                          | Ernest Urtasun (1982-)                                                   | 21 de noviembre de 2023                                                  | En el cargo                                                              | 1 año y 227 días                                                         |                                                                          | CatComú                                                                  |                                                                          | Pedro Sánchez (2018-presente)                                            | Felipe VI (2014-presente) |                      |

## Presupuesto
Para el ejercicio 2023, el Departamento de Cultura y Deporte tiene un presupuesto total consolidado de 1703 millones de euros. De estos, 666 millones son gestionados directamente por los órganos centrales del ministerio y 1037 millones son gestionados por sus organismos públicos.
El Ministerio participa en 28 programas de los Presupuestos Generales del Estado. De los programas ordinarios, destaca el Programa 334A «Promoción y cooperación cultural», dotado con casi 289 millones de euros, el Programa 336A «Fomento y apoyo de las actividades deportivas», con 251 millones de euros y el Programa 333A «Museos», que gestiona 234 millones de euros.

### Evolución
En la siguiente tabla se muestran los presupuestos propios que ha tenido el departamento cuando ha sido un ministerio independiente. Desde los años 2000, únicamente lo ha sido en dos periodos: 2004-2011 y desde 2018.
| Gasto consolidado del Ministerio de Cultura (en millones de euros) |
|                                                                    |
| Fuente: Presupuestos Generales del Estado. Ministerio de Hacienda. |

### Auditoría
Las cuentas del Ministerio, así como de sus organismos adscritos, son auditadas de forma interna por la Intervención General de la Administración del Estado (IGAE), a través de una Intervención Delegada en el propio Departamento. De forma externa, es el Tribunal de Cuentas el responsable de auditar el gasto.